# Lensk
Lensk (ros. Ленск) – miasto w Rosji, w Jakucji; ośrodek administracyjny ułusu leńskiego.
Leży na Płaskowyżu Nadleńskim na lewym brzegu Leny, 90 km powyżej ujścia rzeki Niuja; ok. 780 km na zachód od Jakucka; współrzędne geograficzne 60°43′N 114°54′E/60,716667 114,900000; 25 tys. mieszkańców (2005); przemysł drzewny i materiałów budowlanych; duży port rzeczny; lotnisko. Miasto zagrożone powodziami powodowanymi przez wzbierające wody Leny.
Osiedle założone w 1663 roku pod nazwą Muchtuja; prawa miejskie i obecna nazwa w 1963 r.